# Valentin Onfroy
Valentin Onfroy (Verdun, 16 novembre 1993) è un canottiere francese.

## Biografia
Gareggia per il Cercle Nautique Verdunois. Anche il fratello maggiore Théophile Onfroy è canottiere. I due hanno anche gareggiato assieme a livello internazionale.
Ha rappresentato la Francia ai Giochi olimpici estivi di Rio de Janeiro 2016 concludendo all'undicesimo posto nel quattro senza, con il fratello Théophile Onfroy ed i connazionali  Benjamin Lang e Mickaël Marteau.

## Palmarès
- Mondiali

Plovdiv 2018: bronzo nel 2 senza
- Europei

Brandeburgo 2016: bronzo nel 4 senza
Račice 2017: argento nel 2 senza
Glasgow 2018: argento nel 2 senza